# 吉崎仁康
吉崎 仁康（よしざき よしやす、1977年4月24日 - ）は、フリーアナウンサー、テニスキャスター。大阪府藤井寺市出身。身長177cm、体重67kg。

## 来歴・人物
同志社香里高等学校を経て同志社大学に入学。在学中は体育会テニス部に所属、2年生のときに同志社大学が全日本学生テニス選手権大会王座決定試合で3位入賞。在学中に大阪のアナウンス学校生田教室に通い、アナウンサーを目指す。
同志社大学卒業後、2002年にNBS長野放送にアナウンサーとして入社。『土曜だ!ぴょん』『わがまま!気まま!旅気分』『土曜はこれダネッ!』などの情報番組や、『春の高校バレー』『スキージャンプ全日本選手権』『全日本マウンテンサイクリング』『アイスホッケー長野カップ』『高校選抜スキー』などのスポーツ実況、イベント司会、ニュース番組を担当。
2004年新潟県中越地震の際にはヘリコプターで被災地上空からリポートし、新潟県で3週間に渡って中継を行った。同年フジテレビアナウンス大賞Aブロック新人賞を受賞、2006年にはフジテレビアナウンス大賞Aブロック情報番組賞を受賞。
2006年、退社した御影倫代の後任として『めざましテレビ』の長野中継担当リポーターに就任。2008年1月29日放送の『くらたびごはん』の中継を最後に同番組を卒業。『FNS27時間テレビ』の中継リポーターも担当した。
2008年2月、NBSを退社し、フリーアナウンサーに。テレビ埼玉（テレ玉）のニュース番組『NEWS930』のキャスターを2年間担当、そのほかにも各種イベントの司会を行う。
2010年5月、WOWOW『全仏オープンテニス』の実況を担当。その後『全米オープンテニス』『テニス国別対抗戦 デビスカップ＆フェドカップ』『楽天ジャパンオープンテニス』や『全豪オープンテニス』などの実況を担当。イベント・トークショーでの司会、取材活動を行う傍ら、テレビ東京『TOKYOほっと情報』のリポーターや、ナレーターとしても活動。
またスポーツコメンテーターとしても、フジテレビのスポーツバラエティ番組『ヲタスポ』にゲスト出演、番組MVPを獲得。ニコニコ生放送の『スポヲチ』でもテニス解説者として出演。日本テニス協会の広報委員も務め、テニスキャスターとしてメディアやイベント活動などで幅広く活動している。
そのほか『全日本選抜車いすテニス選手権』や『車いすテニス JAPAN OPEN』の実況を、NEC×STSNDインターネット中継モバチュウで担当。『2013全日本スカッシュ選手権大会』の実況をニコニコ生放送で務める。
2014年2月から、スカパー!『ソチパラリンピック』のMCを担当し、『パラリンピック日本選手いざ出陣SP』や、3月『ソチパラリンピック中継』のスタジオメインキャスターを担当。
女性WEB誌「女子SPA」やFLASHでも注目のスポーツアナウンサーとして取り上げられる。
またアニメ『キングダム』と「スイーツパラダイス」のコラボカフェをプロデュース、日光さる軍団と「テニスをするサル育成プロジェクト」をスタート、2017年4月スタートの火曜9時フジテレビ系連続ドラマ「CRISIS 公安機動捜査隊特捜班」では、ニュースキャスター杉山一史役で出演している。

## WOWOWでの担当番組
- 全仏オープンテニス（2010年 - ）
- ウィンブルドンテニス（2011年 - ）
- 全米オープンテニス（2010年 - ）
- テニス国別対抗戦 デビスカップ＆フェドカップ（2010年 - ）
- 楽天ジャパンオープンテニス（2010年 - ）
- 全豪オープンテニス（2011年 - ）
- ATPツアー ザグレブオープン（2011年2月）
- ATPツアー セルビアオープン（2011年4月）
- HPオープンテニス（2011年10月）
- ゴルフ エビアンマスターズ(2010年7月、2011年7月)
- IPTLインターナショナルプレミアテニスリーグ(2015年4月)
- WOWOWテニスデー(2015年4月)

## テレ玉での担当番組
- ニュース930（2008年4月 - 2010年3月）
- ウィークエンド930（2010年3月）
- さいたま市長選挙特番（2009年5月）
- 衆議院選挙特番（2009年8月）

## 長野放送在籍時の担当番組
- めざましテレビ長野担当リポーター
- めざましテレビ公認 わがまま!気まま!旅気分NBS制作分（BSフジでも放送）
- NBSとれたて情報局 土曜はこれダネッ!
- NBS月曜スペシャル
- 土曜だ！ぴょん
- 春の高校バレー
- 全日本マウンテンサイクリングin乗鞍
- スキージャンプ全日本選手権
- FNS27時間テレビ
- たのしいホーム経済学など。